# Gaël Ondoua
Gaël Bella Ondoua (Yaundé, Camerún, 4 de noviembre de 1995) es un futbolista camerunés. Juega de centrocampista y su equipo es el Servette F. C. de la Superliga de Suiza. Es internacional absoluto por la selección de Camerún desde 2022.

## Trayectoria
Ondoua fichó por el CSKA Moscú en abril de 2014 proveniente de las inferiores del Lokomotiv de Moscú. Jugó con el primer equipo el 24 de septiembre de ese año contra el FC Khimik Dzerzhinsk en la Copa de Rusia.
El 26 de agosto de 2021 firmó por el Hannover 96 de la 2. Bundesliga alemana.

## Selección nacional
Debutó con la selección de Camerún el 25 de marzo de 2022 en la derrota por 1-0 contra Argelia por la clasificación para la Copa Mundial de Fútbol de 2022.
En noviembre de 2022 fue citado para disputar la Copa Mundial de Fútbol de 2022.

### Participaciones en Copas del Mundo
| Copa                           | Sede  | Resultado    |
| ------------------------------ | ----- | ------------ |
| Copa Mundial de Fútbol de 2022 | Catar | Primera fase |

## Clubes
| Club                | País      | Año           |
| ------------------- | --------- | ------------- |
| P. F. C. CSKA Moscú | Rusia     | 2014-2015     |
| Vejle BK            | Dinamarca | 2016-2017     |
| FC Zoryá Lugansk    | Ucrania   | 2017-2018     |
| FK Anzhí Majachkalá | Rusia     | 2018-2019     |
| Servette F. C.      | Suiza     | 2019-2021     |
| Hannover 96         | Alemania  | 2021-2023     |
| Servette F. C.      | Suiza     | 2023-presente |

## Palmarés

### Títulos nacionales
| Título        | Club           | País  | Año  |
| ------------- | -------------- | ----- | ---- |
| Copa de Suiza | Servette F. C. | Suiza | 2024 |